# Genevreuille
Cet article possède un paronyme, voir Genevrey.
Genevreuille est une commune française située dans le département de la Haute-Saône, la région culturelle et historique de Franche-Comté et la région administrative Bourgogne-Franche-Comté.

## Géographie

### Localisation
| La Creuse | Adelans-et-le-Val-de-Bithaine |                    |
|           | Genevreuille                  | Amblans-et-Velotte |
| Pomoy     | Mollans                       |                    |

### Géologie et relief
La superficie de la commune est de 642 hectares ; son altitude varie entre 291 et 411 mètres.
Le territoire communal repose sur le bassin houiller keupérien de Haute-Saône, il fait partie de la concession de Vy-lès-Lure exploitée de 1839 à 1944.

### Climat
Pour des articles plus généraux, voir Climat de la Bourgogne-Franche-Comté et Climat de la Haute-Saône.
En 2010, le climat de la commune est de type climat de montagne, selon une étude du Centre national de la recherche scientifique s'appuyant sur une série de données couvrant la période 1971-2000. En 2020, Météo-France publie une typologie des climats de la France métropolitaine dans laquelle la commune est exposée à un climat semi-continental et est dans la région climatique  Lorraine, plateau de Langres, Morvan, caractérisée par un hiver rude (1,5 °C), des vents modérés et des brouillards fréquents en automne et hiver. 
Pour la période 1971-2000, la température annuelle moyenne est de 9,9 °C, avec une amplitude thermique annuelle de 17,2 °C. Le cumul annuel moyen de précipitations est de 1 166 mm, avec 13,5 jours de précipitations en janvier et 10,3 jours en juillet. Pour la période 1991-2020, la température moyenne annuelle observée sur la station météorologique de Météo-France la plus proche, « Saulx-de-Vesoul », sur la commune de Saulx à 8 km à vol d'oiseau, est de 10,9 °C et le cumul annuel moyen de précipitations est de 1 066,3 mm. 
La température maximale relevée sur cette station est de 39,5 °C, atteinte le 25 juillet 2019 ; la température minimale est de −21 °C, atteinte le 13 janvier 1987,,. 
Les paramètres climatiques de la commune ont été estimés pour le milieu du siècle (2041-2070) selon différents scénarios d'émission de gaz à effet de serre à partir des nouvelles projections climatiques de référence DRIAS-2020. Ils sont consultables sur un site dédié publié par Météo-France en novembre 2022.

## Urbanisme

### Typologie
Au 1er janvier 2024, Genevreuille est catégorisée commune rurale à habitat dispersé, selon la nouvelle grille communale de densité à sept niveaux définie par l'Insee en 2022.
Elle est située hors unité urbaine. Par ailleurs la commune fait partie de l'aire d'attraction de Lure, dont elle est une commune de la couronne,. Cette aire, qui regroupe 33 communes, est catégorisée dans les aires de moins de 50 000 habitants,.

### Occupation des sols
L'occupation des sols de la commune, telle qu'elle ressort de la base de données européenne d’occupation biophysique des sols Corine Land Cover (CLC), est marquée par l'importance des territoires agricoles (58,4 % en 2018), en diminution par rapport à 1990 (63,3 %). La répartition détaillée en 2018 est la suivante : 
forêts (36,7 %), zones agricoles hétérogènes (33,4 %), prairies (25 %), zones urbanisées (4,9 %). L'évolution de l’occupation des sols de la commune et de ses infrastructures peut être observée sur les différentes représentations cartographiques du territoire : la carte de Cassini (XVIIIe siècle), la carte d'état-major (1820-1866) et les cartes ou photos aériennes de l'IGN pour la période actuelle (1950 à aujourd'hui).

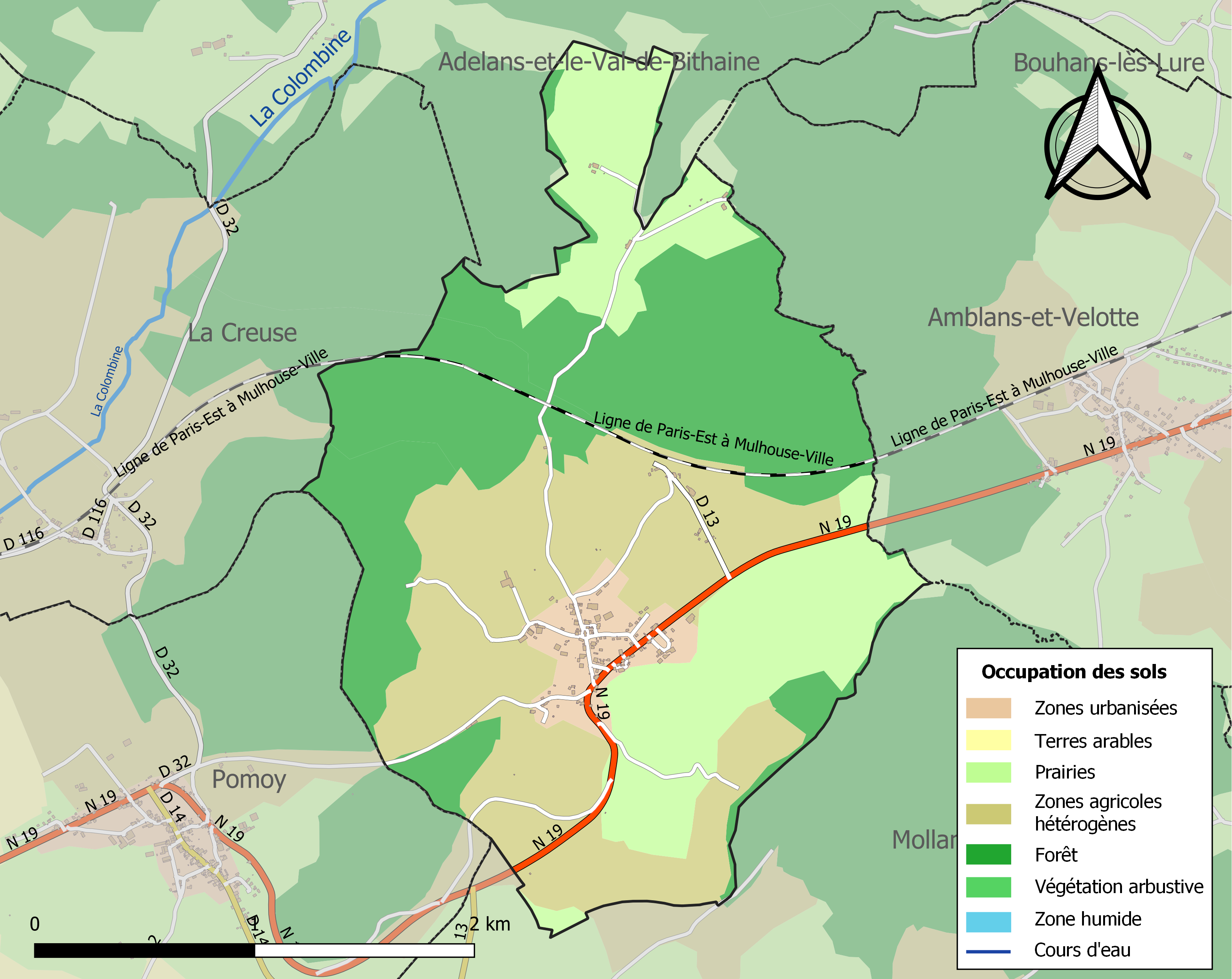
Carte des infrastructures et de l'occupation des sols de la commune en 2018 (CLC).

### Projet d'aménagement et paysage
La commune fait partie du plan local d'urbanisme intercommunal (PLUi) de la communauté de communes du pays de Lure (CCPL), document d'urbanisme de référence pour la commune et toute l'intercommunalité approuvé le 26 juin 2018. Genevreuille fait également partie du SCOT du pays des Vosges saônoises, un projet de territoire visant à mettre en cohérence l'ensemble des politiques sectorielles, notamment en matière d’habitat, de mobilité, d’aménagement commercial, d’environnement et de paysage.

## Histoire
La commune disposait de 1858 à la fin du XXe siècle de la gare de Genevreuille sur la ligne de Paris-Est à Mulhouse-Ville. La gare n'est désormais ouverte pour des opérations d'infrastructure (RÉDACTION FLOUE. Merci de corriger.).

## Politique et administration

### Rattachements administratifs et électoraux
Amblans-et-Velotte fait partie de l'arrondissement de Lure du département de la Haute-Saône, en région Bourgogne-Franche-Comté.
La commune était historiquement rattachée depuis la Révolution française au canton de Lure. Celui-ci a été scindé en 1985 et la commune rattachée au canton de Lure-Nord. Dans le cadre du redécoupage cantonal de 2014 en France, la commune fait désormais partie du canton de Lure-2.

### Intercommunalité
La commune était membre de la petite communauté de communes des Franches-Communes (CCFC), créée en 2001 et qui comptait environ 4 200 habitants.
Dans le cadre des dispositions de la loi du 16 décembre 2010 de réforme des collectivités territoriales, qui prévoit toutefois d'achever et de rationaliser le dispositif intercommunal en France, et notamment d'intégrer la quasi-totalité des communes françaises dans des EPCI à fiscalité propre dont la population soit normalement supérieure à 5 000 habitants, le schéma départemental de coopération intercommunale de 2011 a prévu  la fusion de la CCFC avec d'autres petites intercommunalités.
Toutefois, la commune a préalablement été détachée le 1er janvier 2013 de la CCFC pour rejoindre à cette date la
communauté de communes du pays de Lure.

### Administration municipale

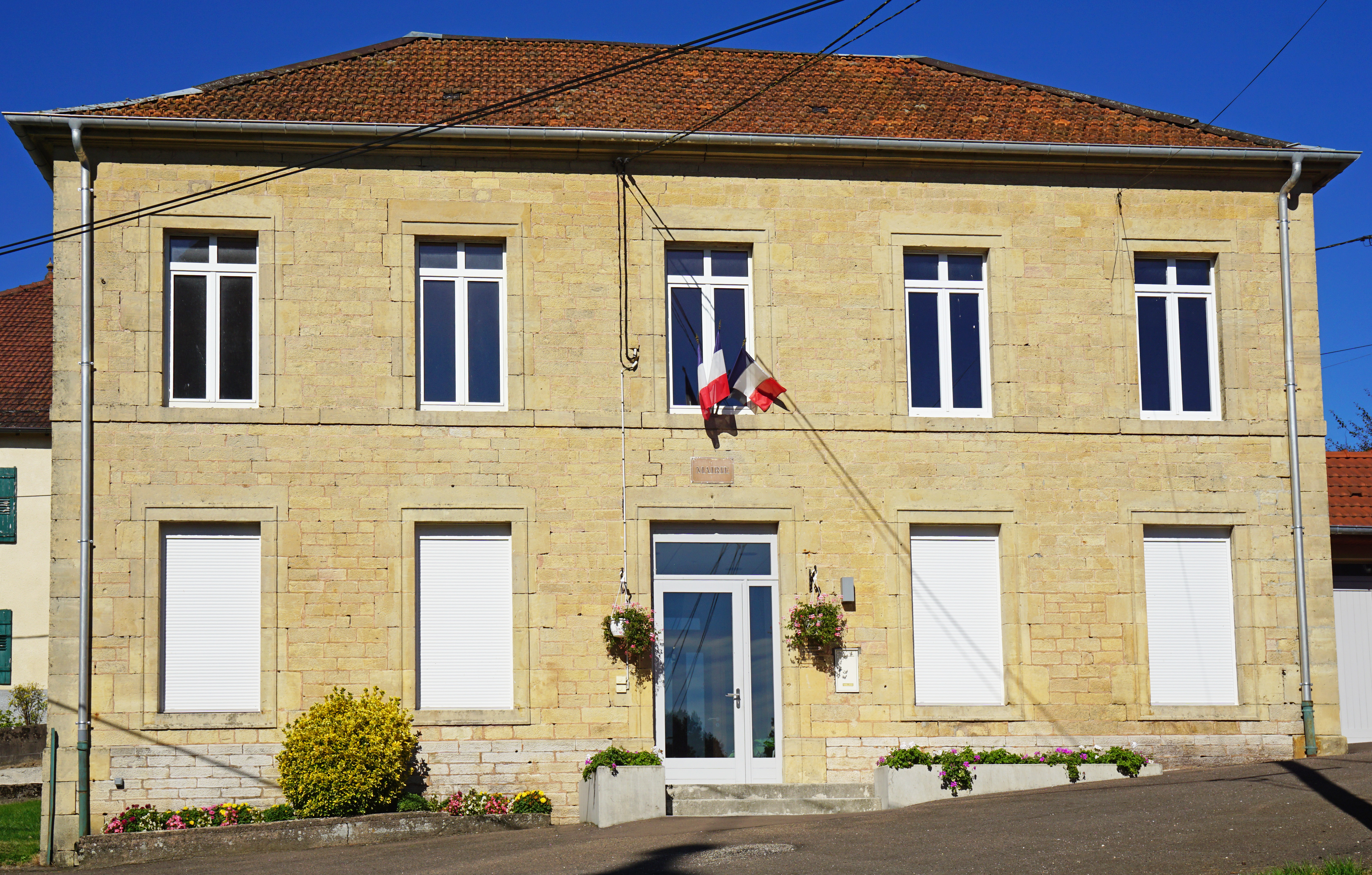
La mairie.

Le nombre d'habitants au dernier recensement étant compris entre 100 et 499, le nombre de membres du conseil municipal est de 11.

### Liste des maires
| Période                                  | Période                       | Identité           | Étiquette | Qualité                                                           |
| ---------------------------------------- | ----------------------------- | ------------------ | --------- | ----------------------------------------------------------------- |
| Les données manquantes sont à compléter. |                               |                    |           |                                                                   |
| avant 1981                               |                               | Camille Gauthier   | DVG       |                                                                   |
| Les données manquantes sont à compléter. |                               |                    |           |                                                                   |
| mars 2001                                | En cours (au 2 décembre 2020) | Antoinette Marchal |           | Adjointe des cadres hospitaliers Réélue pour le mandat 2020-2026, |

## Démographie
En 2022, la commune de Genevreuille comptait 151 habitants. À partir du XXIe siècle, les recensements réels des communes de moins de 10 000 habitants ont lieu tous les cinq ans. Les autres « recensements » sont des estimations.
| 1793 | 1800 | 1806 | 1821 | 1831 | 1836 | 1841 | 1846 | 1851 |
| ---- | ---- | ---- | ---- | ---- | ---- | ---- | ---- | ---- |
| 360  | 386  | 405  | 461  | 531  | 469  | 422  | 412  | 401  |

| 1856 | 1861 | 1866 | 1872 | 1876 | 1881 | 1886 | 1891 | 1896 |
| ---- | ---- | ---- | ---- | ---- | ---- | ---- | ---- | ---- |
| 326  | 374  | 382  | 356  | 353  | 306  | 310  | 347  | 262  |

| 1901 | 1906 | 1911 | 1921 | 1926 | 1931 | 1936 | 1946 | 1954 |
| ---- | ---- | ---- | ---- | ---- | ---- | ---- | ---- | ---- |
| 261  | 226  | 230  | 204  | 202  | 193  | 162  | 166  | 173  |

| 1962 | 1968 | 1975 | 1982 | 1990 | 1999 | 2006 | 2007 | 2012 |
| ---- | ---- | ---- | ---- | ---- | ---- | ---- | ---- | ---- |
| 156  | 139  | 131  | 138  | 175  | 138  | 156  | 159  | 179  |

| 2017 | 2022 | - | - | - | - | - | - | - |
| ---- | ---- | - | - | - | - | - | - | - |
| 165  | 151  | - | - | - | - | - | - | - |

## Culture locale et patrimoine

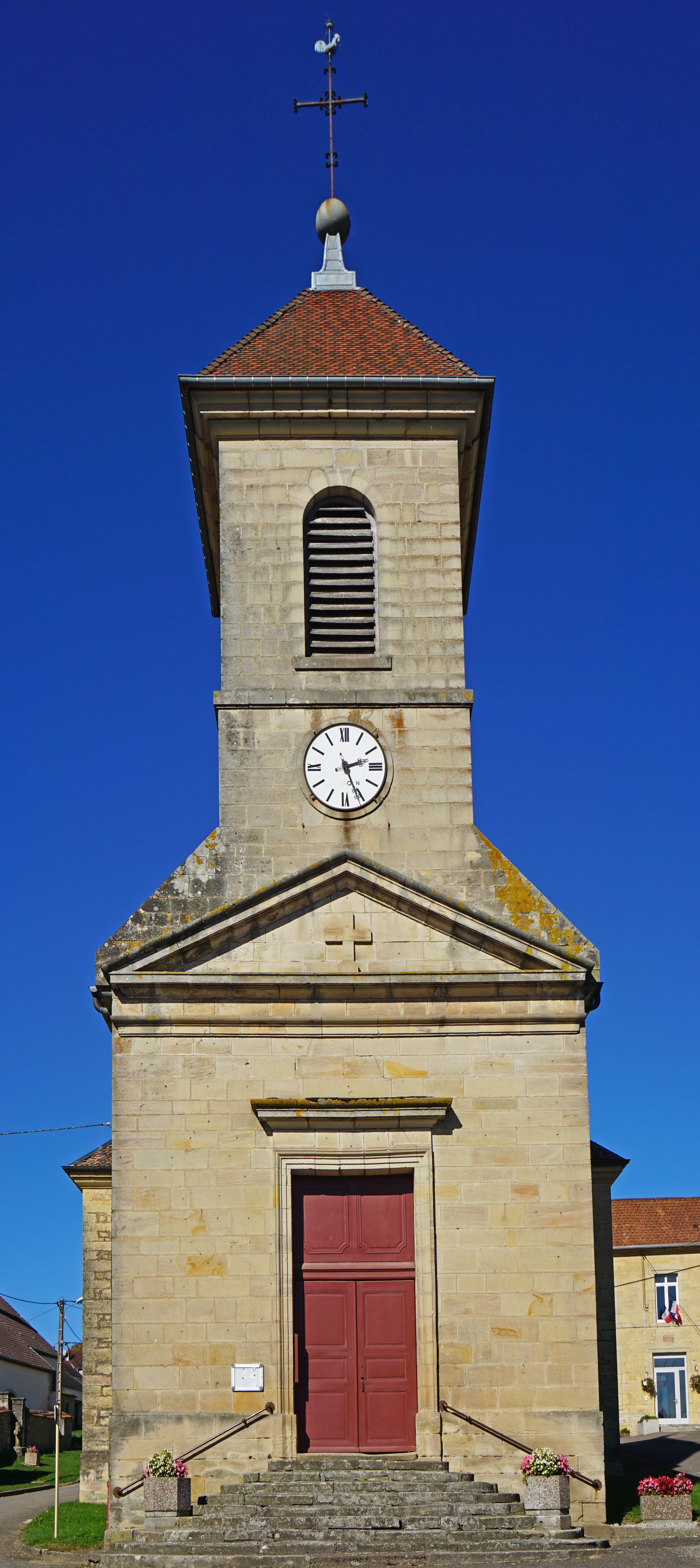
L'église.

### Lieux et monuments
La commune ne compte aucun monument répertorié à l'inventaire des monuments historiques mais un monument est répertorié à l'inventaire général du patrimoine culturel : la fonderie de seconde fusion Meyer, devenue en 1959 l'usine de traitement de surface des métaux Amet (liquidée en 2010 et reprise en 2014 sous le nom d'Amet anodisation).
Par ailleurs, elle compte deux objets « classés » et deux objets « inscrits » à l'inventaire des monuments historiques.

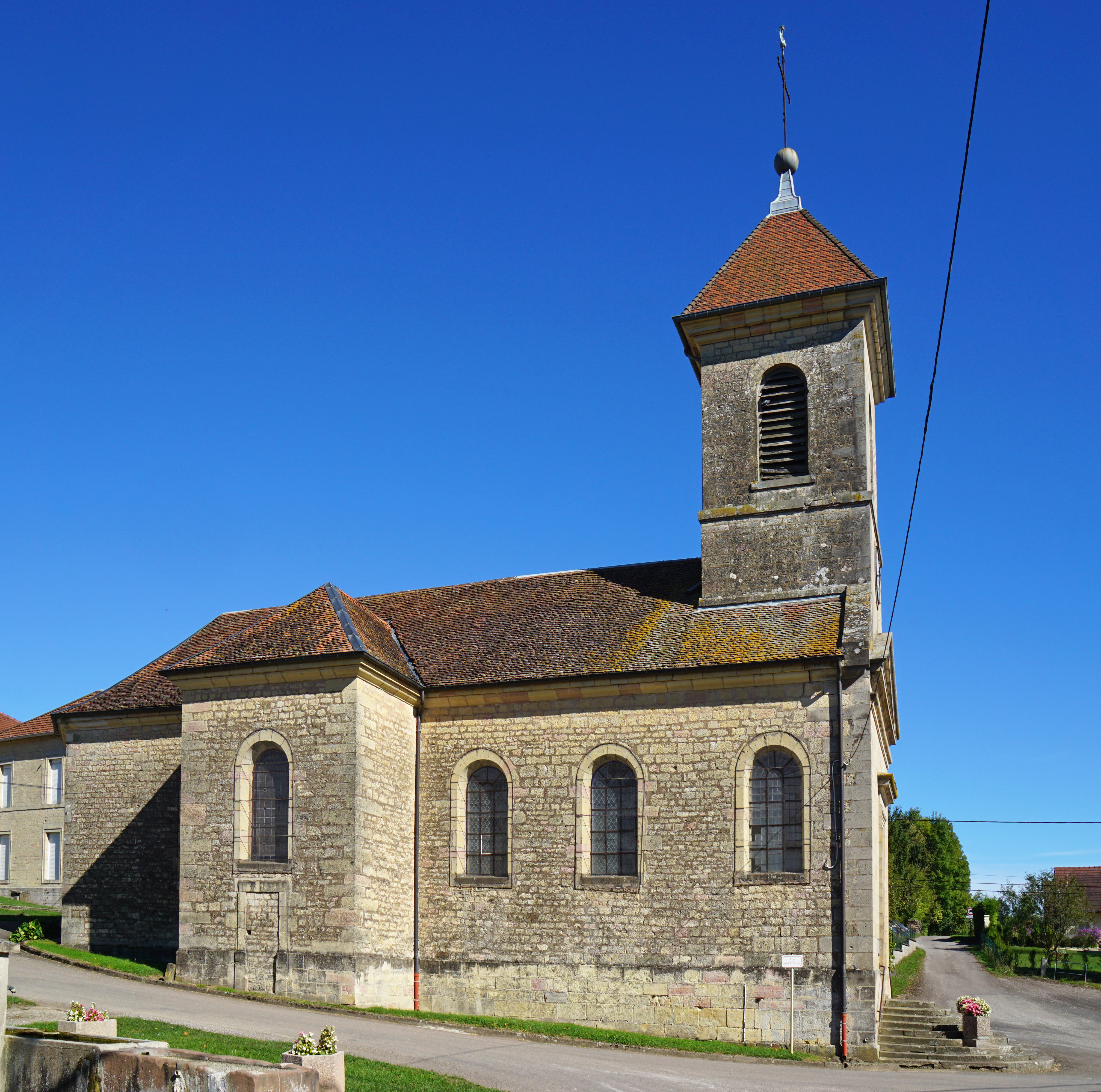
L'église.
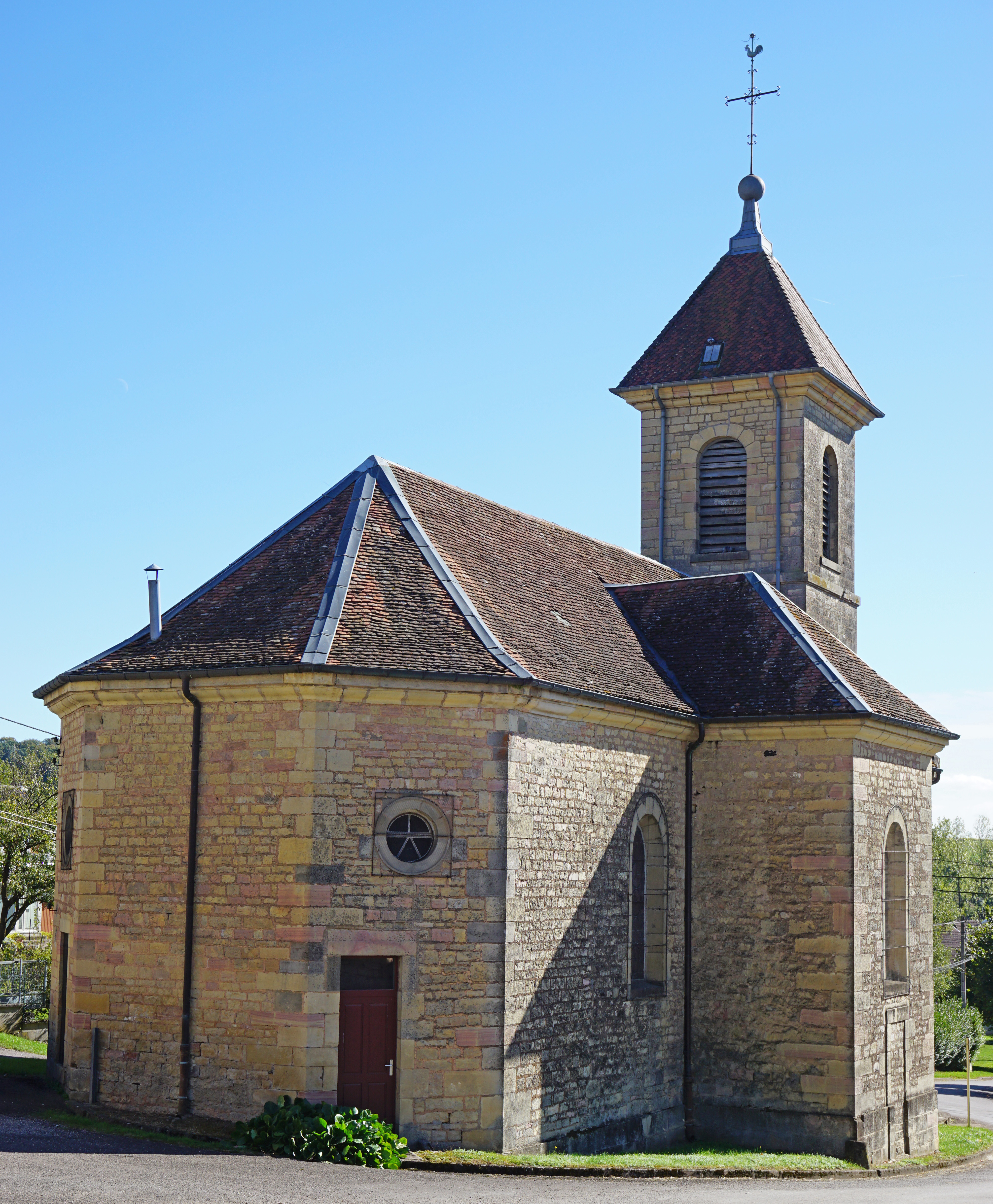
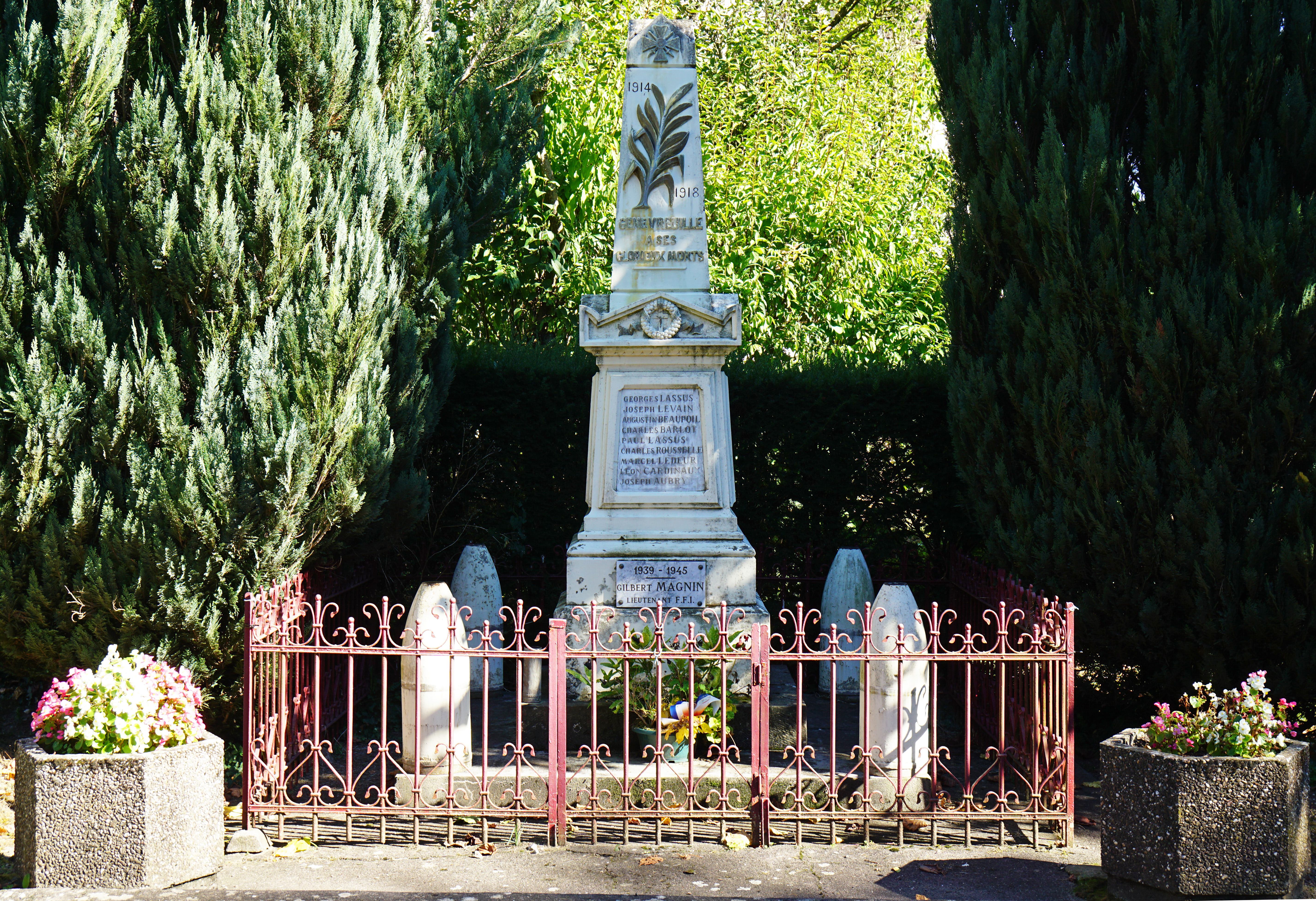
Monument aux morts.
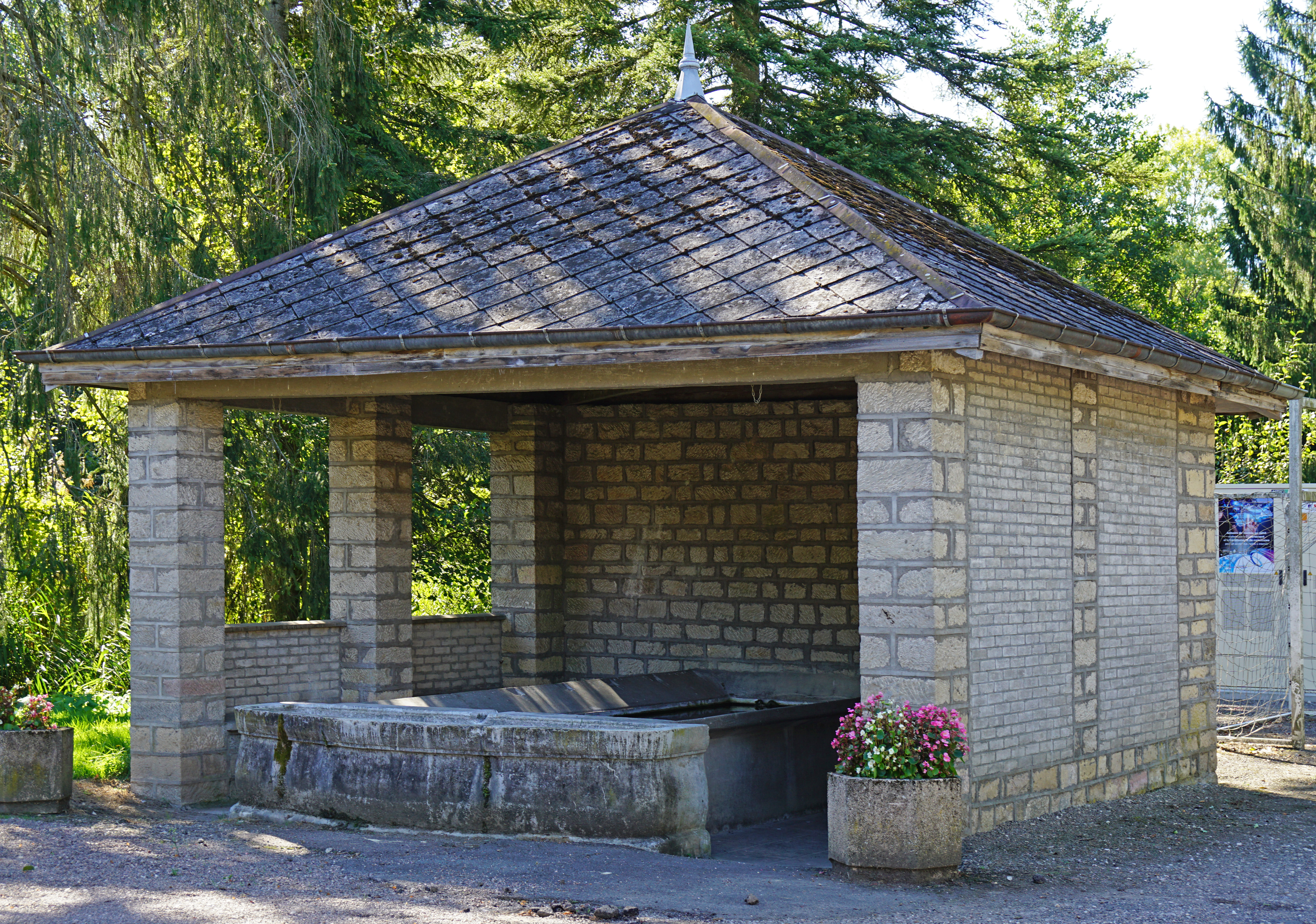
Lavoir.
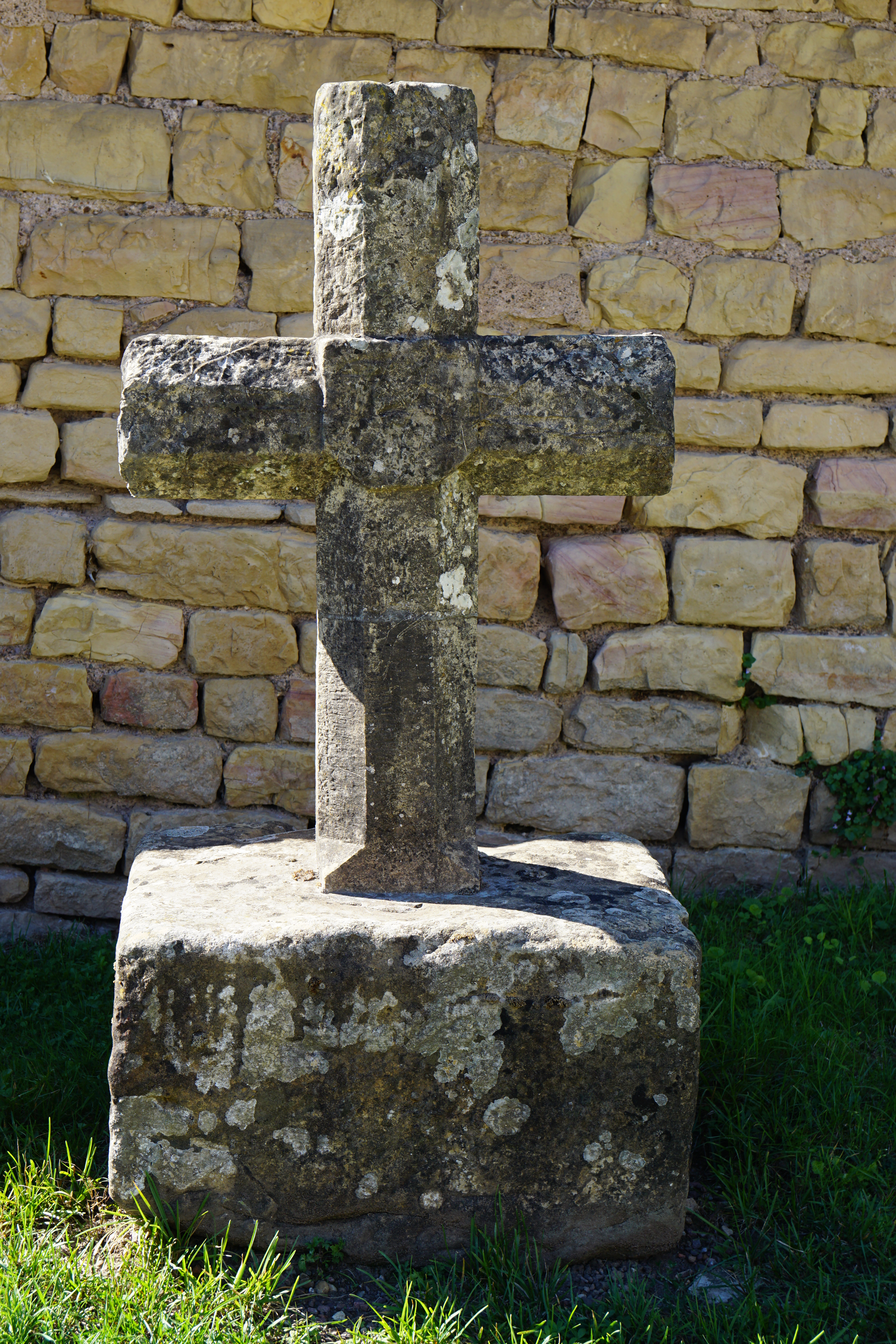
Croix.

### Personnalités liées à la commune
- Claude-Bonaventure Vigneron (1750-1832), juriste et homme politique, né à Genevreuille.

## Héraldique
| Blason de Genevreuille | Blason  | Parti: au 1er de gueules à la bande d'or, au 2e d'argent à la branche de genévrier de sinople fruitée de sable. |
| Blason de Genevreuille | Détails | Le statut officiel du blason reste à déterminer.                                                                |